# Benjamim Falcão
Benjamim Falcão (Arcos de Valdevez, 16 de novembro de 1936) é um ator e encenador português. Fez teatro, televisão, cinema e rádio (teatro radiofónico).

## Biografia
Fez teatro (como ator) na Companhia Rey Colaço-Robles Monteiro, Empresa Vasco Morgado, Teatro Estúdio de Lisboa, Repertório - Cooperativa Portuguesa de Teatro (no Teatro Maria Matos), no Teatro Aberto...
Dirige há alguns anos o Grupo de Teatro Amador de Benfica, em Lisboa, onde é encenador.

## Televisão
- 1961 - A Noiva do Mar RTP
- 1962 - A Dama das Camélias RTP [9]
- 1965 - Histórias Simples da Gente Cá do Meu Bairro
- 1966 - As Árvores Morrem de Pé RTP [10]
- 1969 - Uma Mulher Formidável RTP
- 1975 - Sabina Freire RTP
- 1976 - Hedda Gabler RTP
- 1979 - Rosa Enjeitada RTP
- 1981 - Sabádábádu RTP
- 1984 - Fim de Século RTP
- 1989 - Ai Life... RTP[11]
- Cinzas RTP 1992
- A Banqueira do Povo RTP 1993
- Sozinhos em Casa RTP 1993
- Verão Quente RTP 1994
- Camilo e Filho Lda. SIC 1995
- Roseira Brava RTP 1996
- Policias RTP 1996
- Nós os Ricos RTP 1996
- Vidas de Sal RTP 1996
- Os Imparáveis RTP 1996
- As Aventuras de Camilo SIC 1997 (Funcionário da Fábrica)
- Filhos do Vento RTP 1997 (Gestor de conta)
- Os Lobos RTP 1998 (Ernesto)
- Médico de Família SIC 1998
- Camilo na Prisão SIC 1998
- A Lenda da Garça RTP 1999
- A Loja de Camilo SIC 2000
- Jornalistas RTP? 2000
- Crianças SOS TVI 2000
- Super Pai TVI 2001
- Capitão Roby SIC 2000
- Olhos de Água TVI 2001
- Alves dos Reis RTP 2001
- Anjo Selvagem TVI 2001
- O Último Beijo TVI 2002
- Amanhecer TVI 2002-2003
- Lusitana Paixão RTP 2003
- Inspector Max TVI 2004
- Camilo em Sarilhos SIC 2005
- Fala-me de Amor TVI 2006
- 2007 - Morangos Com Açúcar TVI
- 2008 - Feitiço de Amor TVI
- 2010 - Regresso a Sizalinda

...

## Cinema
- 1962 - Dom Roberto
- 1976 - Cântico Final
- 1979 - O Diabo Desceu à Vila
- 1982 - A Vida É Bela?!
- 1986 - O Barão de Altamira
- 1987 - O Querido Lilás
- 1991 - Um Crime de Luxo
- 1992 - Terra Fria
- 1994 - Passagem Por Lisboa[12]

## Rádio - teatro radiofónico
- 1971 - A Tempestade[13]
- 1974 - O Príncipe Constante[14]
- 1978 - Auto de Filodemo[15]
- 1978 - O Volfrâmio (folhetim)
- 1983 - Bastardos do Sol (folhetim)
- 1993 - Sentido Único[16]

...